# Bedworth
Bedworth è una cittadina di 32 268 abitanti della contea del Warwickshire, in Inghilterra.